# Kwartalnik Bellona
Kwartalnik Bellona (od Bellona lub Duellona, bogini wojny w mitologii rzymskiej) – czasopismo o tematyce wojskowej wydawane od 2007 jako kwartalnik. 
Pismo kontynuuje tradycję „Bellony” wydawanej w latach 1918–1939, „Bellony” ukazującej się na emigracji w Londynie w okresie 1940–1967 oraz „Myśli Wojskowej” wydawanej w Warszawie z lat 1950–2007.